# Ook Goeiemorgen
Ook Goeiemorgen is een Nederlands radioprogramma dat wordt uitgezonden door Radio Veronica.
Het programma werd in 1962 voor het eerst uitgezonden door de toenmalige zeezender Radio Veronica. Cees van Zijtveld was de eerste presentator. Toen Veronica een publieke omroep werd en per 1 december 1985 de A-status bereikte, was Ook Goeiemorgen te horen op Radio 2 en Radio 3, op wisselende dagen en uren in de ochtend. Vanaf de start van De Volle Vrijdag op 6 december 1985, was de titel van het programma op Radio 3 De vergulde gaper maar vanaf het seizoen 1986-1987 weer Ook Goeiemorgen. Vanaf 22 mei 1987 tot en met de laatste volle vrijdag op Radio 3 op 2 oktober 1992, groeide het programma onder dj Jeroen van Inkel uit tot het best beluisterde ochtendprogramma van de Nederlandse radio.
Toen Veronica per 1 september 1995 weer commercieel ging, bleef het programma bestaan. Vanaf 2003 was het programma iedere zaterdag- en zondagochtend tussen 6 en 9 uur te horen op Radio Veronica. De voorlaatste presentator was Alex Oosterveen. Sinds 7 februari 2015 was het programma tussen 6.00 en 8.00 uur te horen in het weekend, maar non-stop. Vanaf januari 2016 tot en met december 2016 werd het programma op zaterdag en zondag uitgezonden tussen 8.00 en 12.00 uur en gepresenteerd door Bart van Leeuwen. Hij was tot dan de laatste dj die het programma presenteerde, omdat het eind december 2016 door Radio Veronica uit de programmering werd geschrapt.
Van 10 januari 2022 tot 5 juni 2023 zond Radio Veronica een (opvolgend) programma uit met de naam De Veronica Ochtendshow: Ook Goeiemorgen. Het programma werd gepresenteerd door Tim Klijn en uitgezonden van maandag tot en met vrijdag tussen 06.00 en 09.00 uur. Na een korte periode Rick in de Morgen met Rick van Velthuysen werd met ingang van 11 september 2023 Ook Goeiemorgen weer uitgezonden, ditmaal gepresenteerd door Frank van der Lende.
De herkenningsmelodie was het intro van het nummer Goeiemorgen van het Lowland Trio, de B-kant van hun hit Ik kan geen kikker van de kant af duwen.
Bekende presentatoren die Ook Goeiemorgen presenteerden tussen 1962 en 2016 waren: Harmen Siezen, Gerard de Vries, Eddy Becker, Tom Collins, Tom Mulder, Hans Mondt, Bart van Leeuwen, Jeroen van Inkel, Wessel van Diepen, Gijs Staverman, Adam Curry, Michiel Veenstra en Alex Oosterveen.